# Алыгджер
Алыгдже́р (тоф. Аълһыг-Ӌер «широкая земля») — село в Нижнеудинском районе Иркутской области России, административный центр Тофаларского муниципального образования.
Расположено в горно-таёжной местности Восточного Саяна на правом берегу реки Уды, в 151 км к юго-западу от районного центра — города Нижнеудинска. Действует вертолётная площадка.
В 1939—1950 годах село было центром Тофаларского национального района Иркутской области.

## Население
| 2002 | 2010 | 2011 | 2012 | 2013 | 2014 | 2015 |
| ---- | ---- | ---- | ---- | ---- | ---- | ---- |
| 515  | ↘508 | ↘507 | ↗510 | ↘507 | ↗534 | ↗535 |
| 2016 | 2017 | 2018 | 2019 | 2020 | 2021 | 2024 |
| ↘530 | ↘526 | ↗529 | ↘517 | ↘515 | ↘409 | ↘391 |

Село является центром немногочисленной коренной народности — тофаларов. В 2002 году в нём проживало 248 тофаларов.

## Известные уроженцы, жители
- Чернов, Николай Фёдорович (род. 1942) — советский и российский химик, профессор.